# Lijst van Vlaamse columnisten
Hieronder volgt een lijst van Vlaamse columnisten:

## A
- Johan Anthierens (De Morgen - De Zwijger - Knack)
- Linda Asselbergs (Weekend Knack)
- Samira Atillah (MO* - De Morgen)

## B
- Vital Baeken (Gazet van Antwerpen)
- Paul Baeten Gronda (De Morgen)
- Benno Barnard (Knack - De Morgen)
- Paul Belien ('t Pallieterke - Trends)
- Gerard Bodifée
- Cornelius Bracke = Guido Van Meir (Humo)
- Herman Brusselmans (Humo)
- Geert Buelens (De Morgen)
- Marc Buelens (Trends)

## C
- Bert Claerhout
- Patrick Cornillie

## D
- Frederik De Backer (De Morgen - Humo)
- Saskia De Coster (De Standaard - De Morgen)
- Joris Denoo (OpenDoek - Lerarenforum)
- Josse De Pauw (De Standaard der Letteren)
- Luc De Vos (De Standaard)
- Patrick De Witte (Humo - Deng)
- Christophe Deborsu (De Standaard)
- Wouter Deprez (De Morgen - De Standaard)
- Bernard Dewulf (De Morgen - De Standaard)
- Marc Didden (De Morgen)
- Bart Dobbelaere (De Standaard)
- Mia Doornaert (De Standaard)
- Gaston Durnez (De Standaard - De Bond - Tertio)

## E
- Mark Eyskens (Knack - Trends - Tertio)
- El Azzouzi Fikry (De Standaard - De Morgen)

## F
- Koen Fillet (PC-Magazine)

## G
- Jos Ghysen
- Jules Grandgagnage (Netwerk)
- Luuk Gruwez (De Standaard - De Morgen)

## H
- Jan Hautekiet (Milo)

## L
- Tom Lanoye (Humo)
- Celia Ledoux (De Morgen, Humo)
- Bleri Lleshi (De Morgen, MO*, Knack)

## M
- Sammy Mahdi (De Morgen)
- Hugo Matthysen (Humo)
- Paul Mennes (Humo)
- Koen Meulenaere (Knack)
- Erwin Mortier (De Morgen)
- Jean-Paul Mulders (Weekend Knack)

## N
- Tom Naegels (De Standaard)
- An Nelissen (Milo)

## O
- An Olaerts (De Standaard)
- Jeroen Olyslaegers (Studio Brussel)

## P
- Piet Piryns (Knack - De Morgen - Humo)
- Bieke Purnelle (MO* - De Standaard)

## R
- Marc Reynebeau (De Standaard)
- Annelies Rutten (Het Nieuwsblad)

## S
- Hilde Sabbe (Het Laatste Nieuws)
- Armand Schreurs (Het Belang van Limburg)
- Dave Sinardet (De Standaard)
- Miel Swillens (Tertio)

## T
- Rik Torfs (De Standaard)

## V
- Bie Vancraeynest (MO*)
- Nele Van den Broeck (De Standaard)
- Luckas Vandertaelen (De Morgen)
- Ingrid Vander Veken
- Katrijn Van Bouwel (Knack Weekend)
- Chris Van Camp (De Morgen)
- Oscar Van den Boogaard (De Standaard)
- Mark Van de Voorde
- Fons Van Dyck (De Standaard)
- Geert van Istendael (MO*)
- David Van Reybrouck (De Morgen)
- Peter Van Rompuy (Knack)
- Christophe Vekeman (De Morgen)
- Dimitri Verhulst (De Morgen)
- Catherine Vuylsteke (MO*)